# The Hate U Give (película)
The Hate U Give es una película estadounidense de drama dirigida por George Tillman Jr. y escrita por Audrey Wells sobre la novela homónima de Angie Thomas, cita trama trata de la vida de una adolescente afroamericana después del asesinato de su amigo desarmado a manos de un agente de policía blanco y la polémica que se desata en la comunidad,  La película es protagonizada por Amandla Stenberg, Regina Hall, Russell Hornsby, KJ Apa, Algee Smith, Lamar Johnson, Issa Rae, Sabrina Carpenter, Common, y Anthony Mackie. Tuvo su premier en el Festival Internacional de Cine de Toronto, el 7 de septiembre de 2018 y fue estrenada en los Estados Unidos el 5 de octubre de 2018.

## Reparto
- Amandla Stenberg como Starr Carter.
- Regina Hall como Lisa Carter.
- Russell Hornsby  como Maverick Carter.
- KJ Apa como Chris.
- Algee Smith como Khalil, mejor amigo en la infancia de Starr.
- Lamar Johnson como Seven Carter.
- Issa Rae como April Ofrah.
- Sabrina Carpenter como Hailey.
- Common como Tío Carlos.
- Anthony Mackie como King.
- TJ Wright como Sekani Carter.
- Dominique Fishback como Kenya.
- Megan Lawless como Maya.
- Tony Vaughn como el señor Lewis.

## Producción
El 23 de marzo de 2017, se anunció que Amandla Stenberg protagonizaría como Starr Carter la película basada en la novela The Hate U Give de Angie Thomas, la cual George Tillman Jr. dirigiría desde un guion de Audrey Wells, mientras que los productores serían Marty Bowen y Wyck Godfrey a través de sus compañías State Street Pictures y Temple Hill Entertainment. El 1 de agosto de 2017, Russell Hornsby y Lamar Johnson se unieron a la película como Maverick Carter, el padre de Starr, y Seven Carter, el hermano de Starr, respectivamente. El 3 de agosto, Regina Hall se unió al reparto como Lisa Carter, la madre de Starr, y el 15 de agosto, Algee Smith fue contratado para interpretar a Khalil, el mejor amigo de la infancia de Starr. El 22 de agosto,  se anunció que Common se había unido el reparto para interpretar al tío de Starr, un agente policial.
El 23 de agosto de 2017, Issa Rae se unió para interpretar a April, el activista social que ayuda a Starr a alzar su voz y hablar, y al día siguiente Sabrina Carpenter también se unió la película para interpretar a Hailey, una de las amigas de la escuela de Starr. El 12 de septiembre, Anthony Mackie y Kian Lawley se unieron al elenco como King, el comerciante de drogas local, y Chris, el novio de Starr, respectivamente.
La fotografía principal en la película comenzó el 12 de septiembre de 2017 en Atlanta, Georgia.
EL 5 de febrero de 2018,  se anunció que Kian Lawley había sido despedido de la película debido a un vídeo que lo muestra utilizando insultos raciales ofensivos, resultando en un recast y regrabación de escenas de su personaje. El 3 de abril de 2018,  fue anunciado que KJ Apa había sido seleccionado para reemplazar a Lawley.

## Estreno
The Hate U Give comenzó con un estreno limitado en los Estados Unidos el 5 de octubre de 2018, antes de una expansión planificada para la semana siguiente y estrenándose de forma general el 19 de octubre.

## Recepción
The Hate U Give ha recibido reseñas positivas de parte de la crítica y de la audiencia. En Rotten Tomatoes, la película posee una aprobación de 97%, basada en 172 reseñas, con una calificación de 8.2/10, mientras que de parte de la audiencia tiene una aprobación de 78%, basada en 2630 votos, con una calificación de 3.9/5.
Metacritic le ha dado a la película una puntuación de 82 de 100, basada en 43 reseñas, indicando "aclamación universal". Las audiencias encuestadas por CinemaScore le han dado a la película una "A+" en una escala de A+ a F, mientras que en el sitio IMDb los usuarios le han dado una calificación de 6.9/10, sobre la base de 7416 votos. En la página FilmAffinity la cinta tiene una calificación de 6.4/10, basada en 77 votos.